# Isabel Lucas
Isabel Lucas (født 29. januar 1985) er en australsk skuespillerinde og er nok bedst kendt for som Tasha Andrews i soapoperaen Home and Away. Hun flyttede til Los Angeles tidligt i 2008 og har været involveret i små aktiviteter hvor man bl.a. kan se hende i filmen Transformers: Revenge of the Fallen og Rights Revoked som er en dokumentar for Animal Planet.

## Karriere

### TV
Isabel Lucas indskrev sig selv på Victorian College of Arts, men hun fulgte dog aldrig kommercielle roller, indtil hun blev spottet på Port Douglas markedet af Sharron Meissner en talentspejder fra Sydney. Hun var til audition til rollen som Kit Hunter i Home and Away (nu spillet af Amy Mizzi). Selvom producenten af showet, følte at rollen ikke var skabt til Isabel, var hun imponeret over at have en ny karakter, Tasha Andrews var som skabt for hende.
Lucas har vundet en Logie Award (for nye populære talent) for hendes præstationer på programmet.
Tasha Andrew i Home and Away var Isabels første tv-rolle. Hun har også vist sig i en amerikansk tv-reklame for  Crest tandpasta.

## Film
Isabel Lucas arbejder i øjeblikket med sin filmdebut, som er den kommende vampyrthriller Daybreakers  med Ethan Hawke, som er udkommer i 2010 i janauar måned.
Hun har også en rolle som Gwen i Steven Spielbergs miniserie som omhandler Anden Verdenskrig, The Pacific. Man kan også se hende i Transformers: Revenge of the Fallen som Alice. Der har været rygter om at Steven Spielberg bestemte at rollen Alice skulle spilles af Isabel, selvom disse rygter er nægtet af Michael Bay.

## Personlige liv
Lucas blev født i Melbourne, Victoria, Australien. Som barn har hun boet i Cairns, som ikke er langt fra North Queensland. Hun har slægtninge fra Schweiz, Kakadu, og den nordlige del af Australiens territorium.
Lucas har været kærester med sin tidligere kollega Chris Hemsworth indtil juni 2006. Hun har også været kærester med skuespilleren Adrian Grenier, men de slog op i august. 
Hun har lidt af en mindre skade, som skete i forbindelse med en bilulykke i juni 2008. Hun var en passager i Shia LaBeouf's bil. Hun blev ikke alvorligt såret, men Shia kom lettere til skade.

## Aktivitet
I oktober 2007 var Lucas en del af en gruppe på 30 personer fra Sea Shepherd Conservation Society, her under Hayden Panettiere. De deltog i en protest mod hvalfangst i Taiji, Wakayama, Japan.
Gruppen paddlede på surfbræts til hvalerne i et forsøg på at stoppe jagten, men de blev tvunget til at vende om feter at en fiskebåd tog dem om bord. De blev kørt direkte til Osaka lufthavn for at forlade landet og for at undgå at blive arresteret for deres ulovligheder. Der er stadig arrestordre på Isabel Lucas i Japan. 
Mange japanere har betragtet denne form for handling som et angreb på deres kultur.
Lucas er talsperson for National Breast Cancer Foundation og hun støtter organisationer som følger: 
- World Vision[15]
- The Humour Foundation[16]
- Women Against Violence[17]
- Seeing Eye Dogs Australia[18]
- Oxfam Community Aid Abroad[19]
- Global Green Plan[20]
- Save the Whales Again[21]

## Filmografi
| År        | Film                                | Rolle          | Bemærkninger       |
| --------- | ----------------------------------- | -------------- | ------------------ |
| 2009      | Transformers: Revenge of the Fallen | Alice          | Film               |
| 2010      | Daybreakers                         | Alison Bromley | Film               |
| 2009      | The Pacific                         | Gwen           | Mini-serie         |
| 2009-2010 | A Girl and a Gun                    | Anna           | Film (Ikke færdig) |
| 2009-2010 | The Waiting City                    | Scarlett       | Film (Ikke færdig) |

## Reference
1. ↑  "Isabel Lucas calls it quits". The Daily Telegraph, Australien. 2008-05-30. Arkiveret fra originalen 31. maj 2008. Hentet 2008-06-16.
2. ↑  "Bitesizenews | Sursara and Lucas Fight the Fur in Courtroom Showdown – Celebrity Gossip And More!". Arkiveret fra originalen 28. juni 2009. Hentet 29. juni 2009.
3. 1 2 3 4 5  "Home and Away – Yahoo!7". Arkiveret fra originalen 28. november 2005. Hentet 29. juni 2009.
4. 1 2  McWhirter, Erin (2007-08-03). "Isabel Lucas lands role in Daybreakers". The Courier-Mail. Arkiveret fra originalen 24. april 2008. Hentet 2008-01-13.
5. ↑  "Activist lands Spielberg role". The Courier-Mail. 2007-11-20. Arkiveret fra originalen 30. december 2012. Hentet 2008-01-13.
6. ↑  "isabel lucas – Jalopnik". Arkiveret fra originalen 30. juni 2009. Hentet 29. juni 2009.
7. ↑  "Isabel Lucas To Appear in second film". TFW2005. 2008-05-07. Hentet 2008-05-08.
8. ↑  Coming to America: Isabel Lucas – EyeScoop – Celebrity Photos, Fashion and Lifestyle News – WWD.com
9. ↑  Adrian Grenier and Isabel Lucas Split Arkiveret 2. juni 2009 hos  Wayback Machine. People (2008-08-12). Retrieved on 2009-01-05.
10. ↑  Police: Shia LaBeouf Not at Fault in Crash Arkiveret 20. juni 2009 hos  Wayback Machine. Us Magazine (2008-07-29). Retrieved on 2009-02-05.
11. ↑  "Lucas prepared for jail in anti-whaling fight". Ninemsn. 2007-12-11. Arkiveret fra originalen 14. januar 2008. Hentet 2008-01-13.
12. ↑  "SEXY TRANSFORMERS STAR ISABEL LUCAS". Men.Style.com. Arkiveret fra originalen 31. august 2009. Hentet 2009. {{cite web}}: Tjek datoværdier i: |access-date= (hjælp)
13. ↑  "TV Star In Japan Dolphin Cull Clash". Sky News. 2007-11-01.
14. ↑  "7223-NBCF AR Editorial_Art.indd" (PDF). Arkiveret fra originalen (PDF) 19. august 2006. Hentet 19. august 2006.
15. ↑  World Vision Australia
16. ↑  "Humour Foundation – Smile Day 2004". Arkiveret fra originalen 24. oktober 2009. Hentet 29. juni 2009.
17. ↑  Women Against Violence
18. ↑  "Seeing Eye Dogs Australia". Arkiveret fra originalen 23. december 2013. Hentet 29. juni 2009.
19. ↑  "Oxfam Australia :: Media :: Fit, fabulous and 40 – Celebrate Oxfam Australia's Walk against Want". Arkiveret fra originalen 23. juli 2008. Hentet 29. juni 2009.
20. ↑  "DSE086 newsletter 09.indd" (PDF). Arkiveret (PDF) fra originalen 1. september 2006. Hentet 1. september 2006.
21. ↑  "Save the WHALES Again- Japanese Boycott". Arkiveret fra originalen 1. juni 2015. Hentet 29. juni 2009.